# Buenavista (Guatuso)
Buenavista è un distretto della Costa Rica facente parte del cantone di Guatuso, nella provincia di Alajuela.